# Vigelsø
Vigelsø är en obebodd ö i Danmark. Den ligger i Odense Fjord i Region Syddanmark, i den centrala delen av landet, 130 km väster om Köpenhamn. Ön var bebodd till på 1980-talet och är idag ett naturreservat.